# Sebastian Acol Dalis
Sebastian Acol Dalis (* 25. März 1925 in Sablan; † 27. Oktober 2004) war römisch-katholischer Weihbischof in Baguio.

## Leben
Sebastian Acol Dalis empfing am 15. Dezember 1953 die Priesterweihe.
Der Papst ernannte ihn am 18. November 1987 zum Weihbischof in den Berg-Provinzen (Montagnosa) und Titularbischof von Thabraca. Der Apostolische Nuntius auf den Philippinen, Bruno Torpigliani, weihte ihn am 25. Februar des nächsten Jahres zum Bischof; Mitkonsekratoren waren Emiliano Kulhi Madangeng, emeritierter Apostolischer Vikar der Berg-Provinzen (Montagnosa), und Ernesto Antolin Salgado, Apostolischer Vikar der Berg-Provinzen (Montagnosa). 
Am 11. Juli 2000 nahm Johannes Paul II. seinen altersbedingten Rücktritt an.